# Tūksar-e Shījān
Tūksar-e Shījān är en ort i Iran.   Den ligger i provinsen Gilan, i den nordvästra delen av landet, 250 km nordväst om huvudstaden Teheran. Antalet invånare är 187.
Terrängen runt Tūksar-e Shījān är mycket platt. Runt Tūksar-e Shījān är det tätbefolkat, med 659 invånare per kvadratkilometer. Närmaste större samhälle är Rasht, 17,9 km söder om Tūksar-e Shījān. Trakten runt Tūksar-e Shījān består till största delen av jordbruksmark.